# ۱۱۸۰ (خورشیدی)
۱۱۸۰ هزار و صد و هشتادمین سال هجری خورشیدی است.